# Ça : Bienvenue à Derry
Pour les articles homonymes, voir Ca et Derry (homonymie).
Ça : Chapitre 2 (film)
Ça : Bienvenue à Derry (It: Welcome to Derry) est une série télévisée d'horreur américaine créée par Andrés Muschietti, Barbara Muschietti (en) et Jason Fuchs, et prévue pour octobre 2025 sur HBO.
La série se veut être une préquelle des films Ça (2017) et Ça : Chapitre 2 (2019), tous trois adaptés du Ça de Stephen King paru en 1986. Se déroulant au début des années 1960, elle raconte de façon plus approfondie les origines du clown Grippe-Sou au sein de la petite ville de Derry.

## Synopsis
Au début des années 1960, dans la petite ville de Derry dans le Maine, quatre enfants vivent près de la base de l'armée de l'air américaine de Derry qui semble abriter un bunker dédié à des « projets spéciaux ». Ils partent à la recherche d'un de leurs amis ayant mystérieusement disparu.

## Distribution

### Acteurs principaux
- Bill Skarsgård : Grippe-Sou / Ça
- Taylour Paige : Charlotte Hanlon
- Jovan Adepo : Leroy Hanlon
- James Remar :
- Chris Chalk : Dick Hallorann
- Stephen Rider (en)

### Acteurs récurrents
- Madeleine Stowe
- Chad Rook
- Alixandra Fuchs
- Kimberly Norris Guerrero (en)
- Dorian Grey
- Thomas Mitchell
- BJ Harrison
- Peter Outerbridge : Clint Bowers
- Shane Marriott
- Chad Rook
- Joshua Odjick
- Morningstar Angeline
- Rudy Mancuso

## Production

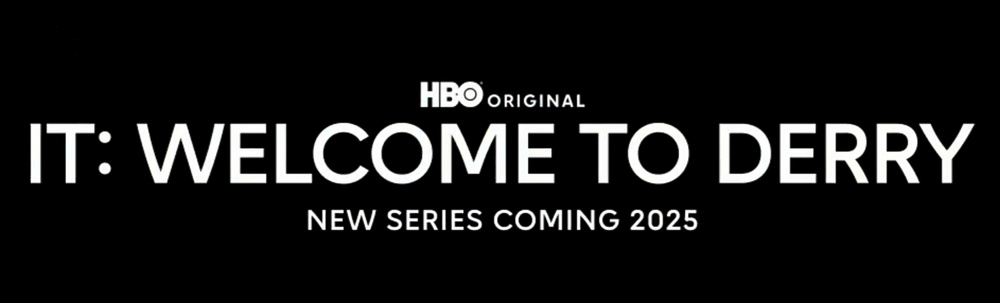
Logo annonçant la diffusion

### Genèse et développement
Au mois de mars 2022, il est annoncé qu'une série est en préparation chez HBO Max. Prévue pour 2024 et intitulée Welcome to Derry, elle sera produite par Jason Fuchs, Barbara et Andrés Muschietti et se voudra être un préquel aux films Ça et Ça : Chapitre 2 se déroulant en partie dans les années 1960, et inspiré du roman de Stephen King ainsi que d'une histoire écrite par Muschietti,,. En novembre 2022, Variety annonce que les deux showrunners de la série seront Jason Fuchs et Brad Caleb Kane.
Selon The Hollywood Reporter, Muschietti sera à la réalisation de quatre épisodes de la série, notamment le pilote,. L'épisode 2, quant à lui, est réalisé par Andrew Bernstein, qui avait déjà travaillé sur la série d'anthologie inspirée de l'univers de Stephen King, Castle Rock. La série comprendra en tout neuf épisodes,.
En novembre 2023, il est annoncé qu'en raison de la grève des scénaristes et des acteurs, la sortie de la série a été repoussée à 2025.
La publication de premières images promotionnelles de la série le 31 octobre 2024 dévoile la présence du personnage de Will Hanlon, père de Mike Hanlon, révélant ainsi que la série se déroulera en 1962 (soit 27 ans avant les événements de Ça : Chapitre 1) et sera en partie tirée des nombreuses interludes du roman qui témoignent de l'histoire de Derry, et notamment l'incendie du Black Spot raconté par le père de Mike,.
En janvier 2025, Andrés Muschietti révèle lors d'une interview qu'il envisage trois saisons pour la série, chacune d'entre elles remontant plus loin dans le temps et évoquant une période d'éveil précise de l'entité Ça, dont 1935 avec le massacre du gang Bradley et 1908 avec l'incendie des aciéries Kitchener. Toutes trois seraient adaptées des interludes du roman,.

### Attribution des rôles
En avril 2023, un premier casting est dévoilé, avec la présence de Taylour Paige, Jovan Adepo, James Remar, Chris Chalk et Stephen Rider,. Madeleine Stowe est aussi annoncée en tant qu'invitée. En mars 2023, Bill Skarsgård annonce lors d'une interview pour Jake's Takes qu'il n'est pas impliqué dans la série,. En mai 2024, cependant, Deadline annonce officiellement que Skarsgård est de retour dans le projet en tant que producteur exécutif, et qu'il reprendra par la même occasion son rôle de Grippe-Sou / Ça.
En juin 2024, il est annoncé que dix nouveaux acteurs ont intégré le casting et joueront des rôles récurrents. C'est le cas d'Alixandra Fuchs, Kimberly Guerrero, Dorian Grey, Thomas Mitchell, BJ Harrison, Peter Outerbridge, Shane Marriott, Chad Rook, Joshua Odjick et Morningstar Angeline. En juillet, c'est au tour de l'acteur Rudy Mancuso d'être annoncé comme rôle récurrent.

### Tournage
Le tournage débute le 3 avril 2023 à Toronto (Canada) malgré la grève des scénaristes, et devait se terminer le 21 décembre 2023. Pour l'occasion, la production tourne aussi à Port Hope (Ontario), où les films de 2017 et 2019 ont déjà été tournés, dans le but de représenter la ville de Derry. Cependant interrompu, il reprend le 12 février 2024, et devait officiellement se terminer le 26 juillet 2024. Le 2 août 2024, enfin, Jason Fuchs annonce sur son compte Instagram que le tournage a officiellement pris fin, et qu'il a duré en tout près de 237 jours.

### Musique
En mai 2025, Benjamin Wallfisch est annoncé comme le compositeur de la série, ayant déjà réalisé les bandes originales des précédents films Ça et Ça : Chapitre 2.

### Fiche technique
Sauf indication contraire, les informations mentionnées dans cette section peuvent être confirmées par la base de données cinématographiques IMDb,  présente dans la section « Liens externes ».
- Titre original : It: Welcome to Derry
- Titre français : Ça : Bienvenue à Derry
- Création : Andrés Muschietti, Barbara Muschietti (en), Jason Fuchs
- Réalisation : Andrés Muschietti, Andrew Bernstein
- Scénario : Andrés Muschietti, Barbara Muschietti (en), Jason Fuchs, d'après le roman Ça de Stephen King.
- Musique : Benjamin Wallfisch
- Décors : Ivan Ramin Radnik, Warner Strauss
- Costumes : Luis Sequeira
- Photographie : N/A
- Montage : Esther Sokolow, Matthew Colonna
- Casting : Rich Delia, Stephanie Gorin
- Production : Andrés Muschietti, Barbara Muschietti (en), Jason Fuchs

Producteurs délégués : Bill Skarsgård, David Coatsworth, Roy Lee, Dan Lin, Shelley Meals, Brad Kane
- Sociétés de production : Warner Bros., HBO
- Sociétés de distribution (télévision) : HBO (États-Unis)
- Budget : n/a
- Pays de production :  États-Unis,  Canada
- Langue originale : anglais
- Format : couleur
- Genre : horreur, fantastique
- Durée : n/a
- Dates de sortie : octobre 2025 Date sujette à modification
- Classification : n/a

## Diffusion
Prévue au départ pour sortir sur HBO Max la série sera finalement programmée sur la chaine HBO à partir du mois d'octobre 2025, bien que parallèlement toujours diffusée sur HBO Max,.